# Хелпман, Эльханан
Эльханан Хелпман (англ. Elhanan Helpman; род. 30 марта 1946, Джалал-Абад, Киргизская ССР) — израильский экономист, профессор Гарвардского университета, эксперт в мировой торговле.

## Биография
Родился в СССР. Иммигрировал с семьёй в Израиль.
Получил степень бакалавра экономики и статистики в 1969 году, стал магистром экономики в 1971 году в Тель-Авивском университете; доктор философии Гарвардского университета (1974). С 1974 года преподавал в Тель-Авивском университете (с 1981 года — профессор; с 2004 года — заслуженный профессор), с 1997 года преподаёт на экономическом факультете Гарвардского университета (с 2002 года — профессор международной торговли имени Галена Стоуна).
В качестве приглашённого профессора работал в Массачусетском технологическом институте.
Президент Эконометрического общества (2000).

## Награды и признание
- 1991 — Премия Израиля
- 1998 — Премия и медаль Бернарда Хармса
- 2002 — Ротшильдовская премия
- 2002 — Премия ЭМЕТ
- 2013 — BBVA Foundation Frontiers of Knowledge Awards

## Основные произведения
- «Монополистическая конкуренция во внешней торговле» (Monopolistic competition in foreign trade, 1981);
- «Рыночная структура и внешняя торговля» (Market structure and foreign trade: increasing returns, imperfect competition and the international economy, 1985, в соавторстве с П. Кругманом);
- Загадка экономического роста = The Mystery of Economic Growth. (2004) — М.: Изд-во Института Гайдара, 2011. — 240 с.
- Понимание мировой торговли = Understanding Global Trade. (2011) — М.: Изд-во Института Гайдара, 2017. — 312 с.